# There’s Something in the Barn
There’s Something in the Barn är en norsk engelskspråkig skräck-komedifilm från 2023 regisserad av Magnus Martens.

## Handling
Filmen handlar om en amerikansk familj som flyttar till ett hus i Norge som är hemsökt av ilskna tomtar.

## Rollista
- Martin Starr – Bill Nordheim
- Amrita Acharia – Carol Nordheim
- Kiran Shah – huvudtomte
- Townes Bunner – Lucas Nordheim
- Zoe Winther-Hansen – Nora Nordheim
- Calle Hellevang Larsen – Tor Åge
- Henriette Steenstrup – Liv
- Jeppe Beck Laursen – Raymond
- Eldar Vågan – Erik
- Marianne Jonger – Bente
- Claire Dore – Jess
- Paul Monaghan – gammal tomte